# 411 (雑誌)
411（フォーダブワン）は、かつてブレインから発行されていたファッション雑誌である。2004年に創刊され、2017年12月9日発売の「2018年1月号」を以って休刊した。

## 概要
ヒップホップ系やストリート系のメンズファッションを取り扱った専門雑誌であり、主にヒップホップカルチャーなどの情報を掲載していた。